# Easton (Nou Hampshire)
Easton és una població dels Estats Units a l'estat de Nou Hampshire. Segons el cens del 2000 tenia 256 habitants.

## Demografia
Segons el cens del 2000, Easton tenia 256 habitants, 117 habitatges, i 84 famílies. La densitat de població era de 3,2 habitants per km².
Dels 117 habitatges en un 23,9% hi vivien nens de menys de 18 anys, en un 58,1% hi vivien parelles casades, en un 10,3% dones solteres, i en un 28,2% no eren unitats familiars. En el 23,1% dels habitatges hi vivien persones soles el 6,8% de les quals corresponia a persones de 65 anys o més que vivien soles. El nombre mitjà de persones vivint en cada habitatge era de 2,19 i el nombre mitjà de persones que vivien en cada família era de 2,54.
Per edats la població es repartia de la següent manera: un 19,1% tenia menys de 18 anys, un 3,9% entre 18 i 24, un 22,3% entre 25 i 44, un 35,2% de 45 a 60 i un 19,5% 65 anys o més.
L'edat mediana era de 47 anys. Per cada 100 dones de 18 o més anys hi havia 97,1 homes.
La renda mediana per habitatge era de 49.167$ i la renda mediana per família de 69.375$. Els homes tenien una renda mediana de 41.875$ mentre que les dones 23.750$. La renda per capita de la població era de 31.841$. Entorn del 6% de les famílies i el 10% de la població estaven per davall del llindar de pobresa.